# 염색소립

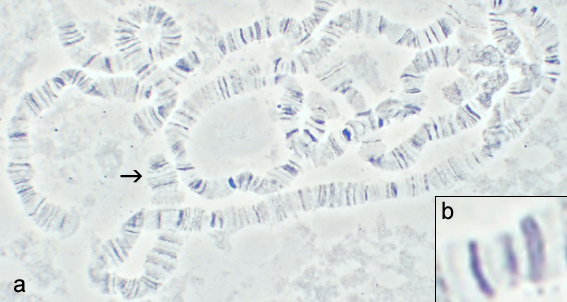
(a) 초파리의 폴리틴 염색체. (b) 염색체의 염색소립

염색소립은 진핵생물 염색체의 과립 중 하나로, DNA 가닥의 국부적인 꼬임으로 발생한다. 염색소립은 국부적인 수축을 통해 압축된 염색질의 영역이다. 전사가 일어나지 않는 염색질 영역에서 DNA와 단백질 복합체의 응축은 염색소립의 형성을 초래한다. 감수분열과 체세포분열의 전단계 동안 염색체에서 볼 수 있다. 세포 분열 없이 염색체의 복제로 인한 거대 띠 염색체는 일종의 내분비 과정이다. 이 염색체들은 같은 염색체의 1000개 이상의 복사본으로 이루어져 있으며, 염색될 때 어두운 띠(염색소립)와 밝은 띠를 번갈아 만들어낸다.
염색소립이 염색체에 처음 나타나는 시기는 알려져 있지 않다. 염색소립은 염색체가 고도로 응축되어 있을 때 가장 잘 관찰될 수 있다. 감수분열 중 전기의 가는섬유기 단계에 염색소립이 존재한다. 세포분열 전기 I의 접합기 단계에서 상동체의 염색소립들은 서로 정렬하여 상동성 러프 페어링(상동성 탐색)을 형성한다. 이러한 염색소립은 각 상동성 쌍에 대한 고유한 정체성을 제공하는 데 도움이 된다. 가는섬유기 단계에서 촘촘한 과립으로 나타난다.
옥수수 20개의 염색체에는 2000개 이상의 염색소립이 있다.

## 물리적 특성
염색소립은 감수분열 전단계 동안 축합된 염색체(파키텐 염색체)를 따라 불연속적인 선형 패턴으로 존재한다. 염색소립의 선형 패턴은 염색체를 따라 유전자의 배열과 관련이 있다. 염색소립은 구조 안에 유전자와 때때로 유전자 군집을 포함한다.
응집성 단백질 SMC3와 hRAD21(자매 염색분체 응집에 역할을 함)은 고농도의 염색소립 내에서 발견되며, 엽색소립의 구조를 유지한다. XCAP-D2 단백질은 또한 염색소립 내에서 높은 농도로 존재하며, 콘덴신 성분으로 작용한다. 헤테로크로마틴 단백질 HP1β의 종열중복은 염색소립 내에 축적된다. 루프가 염색소립에 부착되는 영역에서는 히스톤4에 과아세틸화가 되어 있다. 추가적인 아세틸화는 축합된 형태로부터 염색질을 느슨하게 하여 전사 과정에 관여하는 단백질에 더 쉽게 접근할 수 있게 한다.

## 기능
염색소립은 염색체의 구조 하위 단위로 알려져 있다. 염색소립 구조의 배열은 유전자 발현 제어에 도움을 줄 수 있다.
염색소립 지도는 유전학과 진화 연구에 사용될 수 있다. 염색체에서 유전자의 정확한 위치를 찾는 데 사용될 수 있다. 염색체 이상을 분석하기 위해 사용될 수 있으며, 중단점 근처의 유전자에 미치는 영향 사이의 상관관계를 발견하기 위해 사용될 수 있다.

## 램프브러쉬 염색체와 염색소립
염색소립은 램프브러쉬 염색체에서 특이한 특성과 행동을 나타낸다. 램프브러쉬 염색체 전체에서 발견되지만 감수분열의 정상적인 파키텐 염색체에서는 뚜렷한 패턴으로 구성되어 있지 않다. 램프브러쉬 염색체의 두 자매 염색분체는 완전히 분리되어 염색소립에서 뻗어나가는 측면 고리를 형성하며 전사 복합체 역할을 한다. 측면 루프는 염색소립이 전사적으로 활성화된 영역이다. 루프는 염색소립가 위치할 위치를 정의합니다. 염색소립은 전사되지 않은 염색질의 영역들의 조직이다. 기록되지 않은 이러한 염색질 영역은 램프브러쉬 염색체의 자매 염색분체에 의해 형성된 고리의 끝에 위치한다. 각 염색소립은 램프브러쉬 염색체에서 나온 여러 쌍의 루프를 가질 수 있으며, 광학 현미경으로는 검출할 수 없는 마이크로 루프를 가질 수 있다.
램프브러쉬 염색체의 염색소립은 구조적인 단위로서 작용하며, 전사 과정에 참여하는 유전적인 단위로 간주되지 않는다. 염색체를 염색체 단위로 배열하는 것은 전사 시작과 거의 동시에 일어난다. 염색소립으로부터 뻗어나가는 고리 구조는 염색체의 높은 수준의 전사 활성과 구조 단백질에 의해 유지된다. 염색소립 내의 염색질은 다양한 히스톤 변형과 후생유전학적 표지에 의해 제자리에 유지된다.
메틸-CpG 결합 단백질 2(MeCP2)는 메틸화된 DNA에 결합하는 단백질이다. MeCP2는 전사적으로 비활성 염색소립 도메인과 가장 강하게 연관되어 있는 것으로 밝혀졌다. 염색소립 도메인에 대한 MeCP2 결합 패턴은 염색체에서 발견되는 염색체 DNA의 밀도에 비례한다. MeCP2의 염색체 영역으로의 결합은 램프브러쉬 염색체에서 역동적인 염색질 영역을 나타낸다.